# Paul Lazarus (cầu thủ bóng đá)
Paul Lazarus (sinh ngày 4 tháng 9 năm 1962) là một cầu thủ bóng đá người Anh đã giải nghệ thi đấu ở English Football League ở vị trí tiền đạo.